# Nova Ramada
Nova Ramada is een gemeente in de Braziliaanse deelstaat Rio Grande do Sul. De gemeente telt 2.464 inwoners (schatting 2009).

## Aangrenzende gemeenten
De gemeente grenst aan Ajuricaba, Chiapetta, Condor, Ijuí en Santo Augusto.